# Мосолова, Вера Ильинична
Ве́ра Ильи́нична Мосоло́ва (19 апреля 1875 год — 29 января 1949) — русская и советская балерина и педагог. В 1946 году стала заслуженным деятелем искусств РСФСР.

## Биография
Вера Ильинична Мосолова окончила Московское училище в 1893 году. После окончания обучения её приняли в кордебалет Большого театра. В балетном сезоне 1895/96 годов она исполнила партии Сванильды в «Коппелии», подруги Флер де Лис в «Эсмеральде», роль Фрины в «Вальпургиевой ночи».
В 1896—1897 годах Мосолова стала работать в Мариинском театре. 8 декабря 1896 года исполнила партию Изумруда в одном из спектаклей. В 1902 году она вновь танцевала в Большом театре. В 1906 год она исполнила роль Авроры. Весной 1912 года Мосолова стала преподавать классический танец в Московском театральном училище.
Вера Мосолова была первым учителем у Суламифь Мессерер, в будущем — прима-балерина Большого театра и педагог. Вера Мосолова была строгим преподавателем, но Суламифь смогла быстро стать одной из её любимых учениц благодаря трудолюбию и напористости. Для Суламифи и студентов её курса Мосолова проводила дополнительные занятия балетом в своей квартире неподалеку от театра, за которые ученики расплачивались дровами. Так можно было дополнительно отрепетировать арабеск или пируэт. Квартира отапливалась, в ней было место для занятий и зеркало. Не было станка, но вместо него использовали спинки мебели, в основном стулья.
В 1922 году стала танцевальным педагогом театрального училища при Театре имени Всеволода Мейерхольда, в котором работала по 1935 год.
Рост балерины был 166 сантиметров — по канонам балета первой половины XX века она считалась высокой балериной, из-за чего часто не исполняла ведущие балетные партии.
В первом классе балетной школы Вера Мосолова учила Евгению Фарманянц.
У артиста балета Игоря Моисеева Вера Мосолова также была первой учительницей. На занятия к известной балерине его привел отец, который опасался, что улица будет оказывать на подростка плохое влияние. Мосолова оценила способности мальчика и спустя 3 месяца занятий привела его в школу балета при Большом театре. Вера Мосолова считала, что ей уже нечему учить такого ученика. Балерину и её ученика принял директор учебного заведения, которому Мосолова сказала, что этот подросток должен обязательно учиться здесь. Директор ответил, что для обучения необходимо сдать экзамен, на что Вера Мосолова ответила, что Игорь Моисеев без сомнения его сдаст. Так и получилось.
Вера Мосолова умерла 29 января 1949 года в Москве.

## Творчество
Партии:
- Зима («Дочь Гудулы»)
- Царь-девица, Царица вод («Конек-горбунок»)
- Аврора, Флорина, Фея Сирени («Спящая красавица»)
- Золотая рыбка («Золотая рыбка»)
- Повелительница дриад («Дон Кихот»)
- Мирта («Жизель»)
- Pas de trois («Лебединое озеро»)